# ماینر هیل (تنسی)
ماینر هیل(به انگلیسی: Minor Hill) شهری در ایالت تنسی کشور ایالات متحده آمریکا است که جمعیت آن در سرشماری سال ۲۰۱۰ میلادی، ۵۳۷ نفر بوده‌است.